# Phlegetonia megacycla
Phlegetonia megacycla là một loài bướm đêm trong họ Noctuidae.